# Simmie Knox
 (mars 2019).
Si vous disposez d'ouvrages ou d'articles de référence ou si vous connaissez des sites web de qualité traitant du thème abordé ici, merci de compléter l'article en donnant les références utiles à sa vérifiabilité et en les liant à la section « Notes et références ».
Simmie Knox, né en 1935 est un peintre américain. Il a notamment exécuté les portraits officiels de la Maison-Blanche du président Bill Clinton et de la Première dame, Hillary.

## Peintures

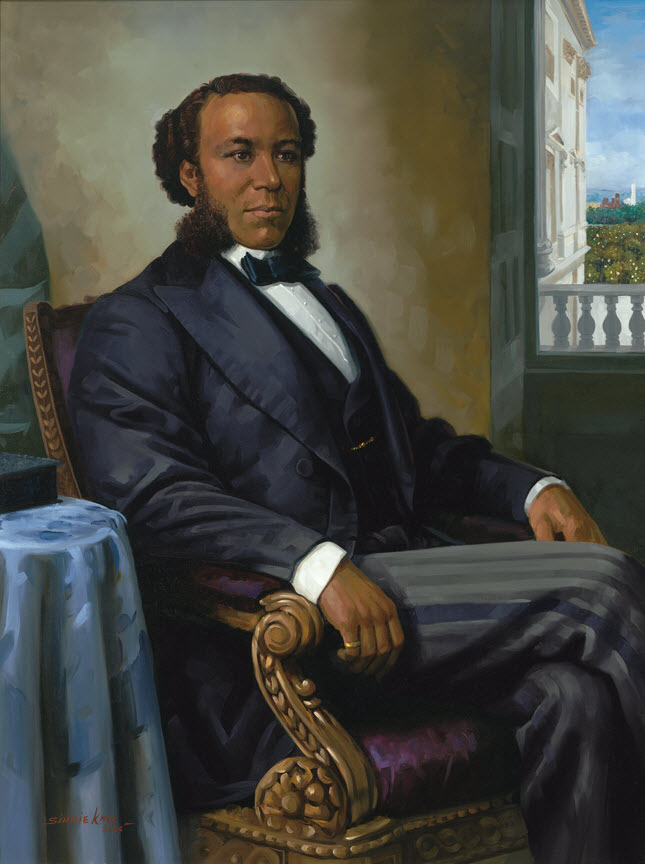
Portrait de Joseph H. Rainey, premier parlementaire Noir des États-Unis